# Plaque 96 puits
Pour les articles homonymes, voir Plaque, 96 et Puits.

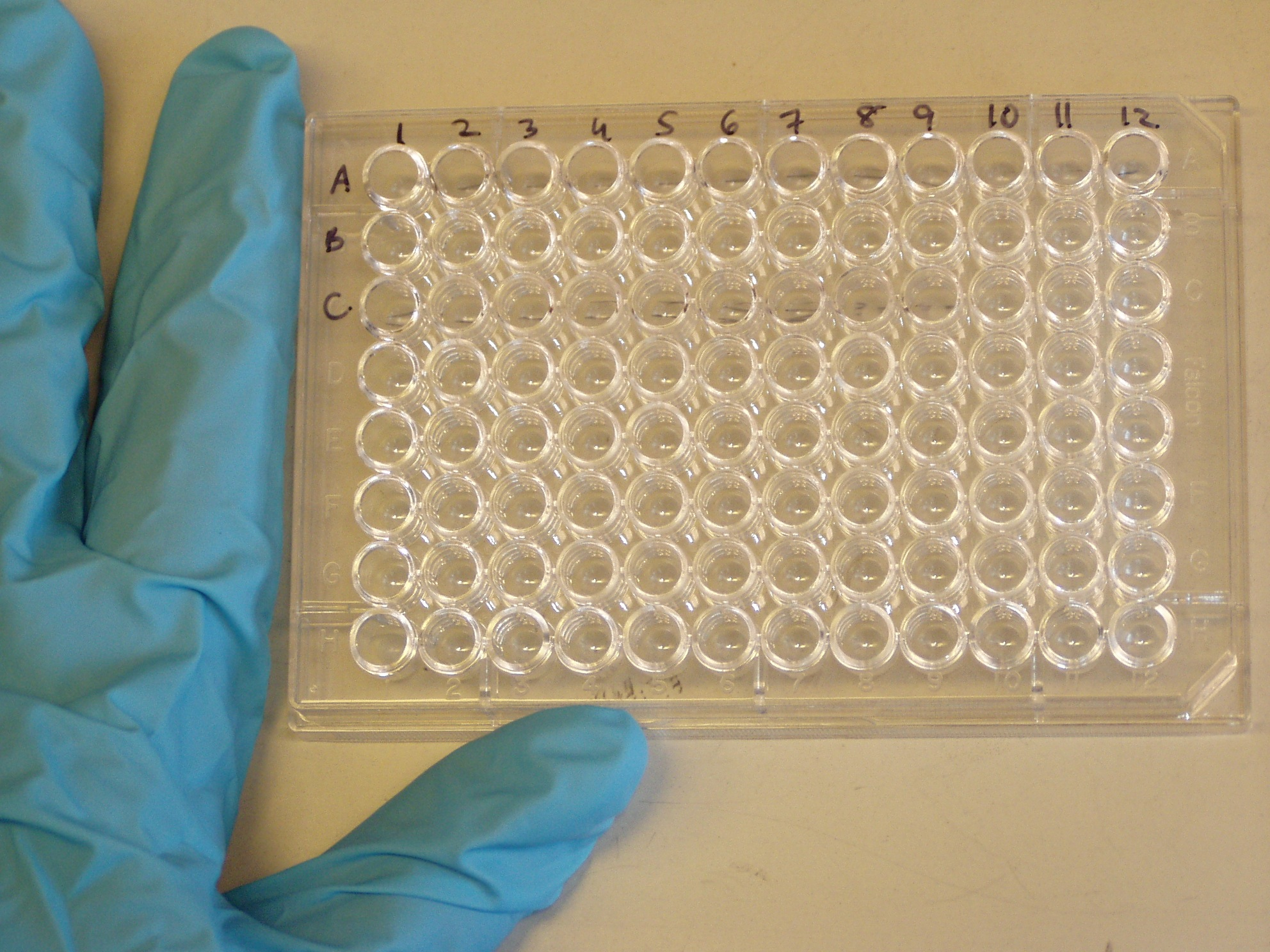
Une plaque 96 puits, le coin inférieur droit est tronqué.

Une plaque 96 puits est une plaque de plastique contenant des puits (alignés en 8 rangées et 12 colonnes). C'est un format très commun de plaque microtitre. 
Pour certaines applications, comme dans les cytofluoromètres ou les appareils de PCR en temps réel, ces plaques doivent être transparentes pour permettre à la lumière d'émission de la fluorescence d'être détectée.
Les plaques ont souvent un coin tronqué, ce qui sert de système de détrompage.

## Remplissage
Du fait du grand nombre de puits, on peut utiliser une micropipette multicanaux ou une pipette électronique pour remplir une plaque 96 puits, pour éviter les douleurs que l'on aurait aux articulations du pouce en pipettant avec une pipette classique, et pour gagner du temps.
Pour ne pas perdre le fil de ses pipetages, on peut recouvrir la plaque d'une feuille d'aluminium stérile. On effectue chaque pipetage à travers l'opercule au-dessus de chaque puits : un opercule crevé est un puits ayant été rempli.

## Bouchage
Il existe des septa de caoutchouc en plaque pour boucher les plaques 96 puits lorsqu'on veut les mettre dans des thermocycleurs. On peut boucher les puits de la plaques pour stockage au frigo avec des feuillets adhésifs à la dimension des plaques.

## Système apparentés
Il existe aussi des systèmes permettant de « coincer » des barrettes de tubes entre deux plaques dans un format correspondant aux plaques 96 tubes.

## Lecture des plaques
Il existe des instruments appelés lecteurs de plaques pour effectuer la lecture automatisée du résultat des échantillons dans les différents puits de la plaque.

## Lavage des plaques
Les plaques sont généralement à usage unique, mais il existe des machines (laveur de plaque) permettant une réutilisation (on peut aussi s'efforcer de les laver à la main).  
Le laveur de plaque est surtout utilisé pour le lavage des plaques avec les tests types ELISA, pour lavage des cellules ou le filtrage en utilisant la pompe sous vide.